# Terry Crews
Terry Alan Crews (sinh ngày 30 tháng 7 năm 1968) là một diễn viên, người dẫn chương trình truyền hình và cựu cầu thủ bóng bầu dục chuyên nghiệp người Mỹ. Trong sự nghiệp cầu thủ, Terry từng chơi ở các vị trí tiền vệ phòng ngự và hậu vệ biên trong Giải bóng bầu dục quốc gia (NFL) cho Los Angeles Rams, San Diego Chargers và Washington Redskins, cũng như trong Giải bóng bầu dục Mỹ thế giới (WLAF) cho Rhein Fire và bóng bầu dục đại học tại Đại học Western Michigan. Với sự nghiệp diễn xuất, Terry từng vào vai Julius Rock trong series hài Everybody Hates Chris của UPN / CW, phát sóng từ năm 2005 đến năm 2009, và vào vai Terry Jeffords trong series hài Brooklyn Nine-Nine (2013–2021) của Fox và NBC. Terry cũng đóng vai chính trong loạt phim truyền hình thực tế BET The Family Crews (2010–2011) và là người dẫn chương trình trò chơi truyền hình Who Wants to Be a Millionaire phiên bản Mỹ từ năm 2014 đến năm 2015. Ông xuất hiện trong các bộ phim điện ảnh, bao gồm Friday After Next (2002), White Chicks (2004), Idiocracy (2006), Blended (2014), loạt phim <i id="mwMQ">The Expendables</i> (2010–2014) và Rumble (2021). Terry bắt đầu dẫn chương trình America's Got Talent vào năm 2019, sau khi đảm nhiệm vai trò tương tự trong loạt chương trình phụ của chương trình là America's Got Talent: The Champions .
Là một người ủng hộ công khai cho phong trào quyền phụ nữ và là nhà hoạt động chống lại nạn phân biệt giới tính, Terry Crews đã chia sẻ những câu chuyện về sự ngược đãi mà gia đình anh phải chịu đựng bởi người cha bạo lực, và đã được vinh danh là Nhân vật của năm của tạp chí Time vào năm 2017 vì đã công khai những câu chuyện về hành vi tấn công tình dục trong phong trào MeToo.

## Cuộc sống thiếu thời
Terry Crews sinh ngày 30 tháng 7 năm 1968  tại Flint, Michigan; con trai của Patricia Ann (nhũ danh Simpson) và Terry Crews. Là người con giữa trong gia đình có 3 người con, ông lớn lên trong một gia đình Thiên chúa nghiêm khắc ở Flint và chủ yếu được nuôi dưỡng bởi người mẹ, vốn chỉ mới 18 tuổi khi sinh ra ông. Cha ông là một người nghiện rượu và ngược đãi vợ con. Crews nhận được một cây sáo từ người cô của mình và học chơi sáo trong 8 năm.  Ông đã dành một mùa hè tại Học viện Nghệ thuật Interlochen và vào Đại học Western Michigan ở Kalamazoo nhờ học bổng nghệ thuật. Sau năm thứ nhất, ông đã thử sức với đội bóng bầu dục và giành được học bổng thể thao toàn phần. 

## Sự nghiệp bóng bầu dục
Terry Crews được đội Los Angeles Rams tuyển chọn ở vòng 11 của kỳ tuyển chọn NFL năm 1991. Sự nghiệp của ông bao gồm các khoảng thời gian chơi cho Rams (6 trận), Green Bay Packers  (không có trận nào), San Diego Chargers (10 trận), Washington Redskins (16 trận) và Philadelphia Eagles (không có trận nào). Ông cũng từng chơi cho Rhein Fire của World League of American Football (sau này là NFL Europe ) trong mùa giải năm 1995. Do thường xuyên bị loại khỏi danh sách thi đấu chính thức, Crews tìm cách bổ sung thu nhập của mình bằng cách nhận hoa hồng vẽ chân dung từ các đồng đội.

## Sự nghiệp diễn xuất
Sau khi giải nghệ NFL vào năm 1997, Terry Crews chuyển đến Los Angeles để theo đuổi sự nghiệp diễn xuất. Ông từng mơ ước được làm việc trong ngành công nghiệp điện ảnh, nhưng cho đến lúc đó vẫn chưa có kế hoạch theo đuổi nghiệp diễn xuất mà chỉ muốn tham gia theo một cách nào đó. Một năm trước đó, ông đã đồng sáng tác và đồng sản xuất bộ phim truyện độc lập Young Boys Incorporated . Bộ phim được sản xuất với kinh phí tự túc và quay tại Detroit với thông điệp chống ma túy, dựa trên quan sát của riêng ông, cũng như của bạn bè và gia đình ông. Mặc dù mô tả nó là một bộ phim "khủng khiếp", ông cho rằng trải nghiệm này đã khiến ông quan tâm đến ngành công nghiệp điện ảnh. 

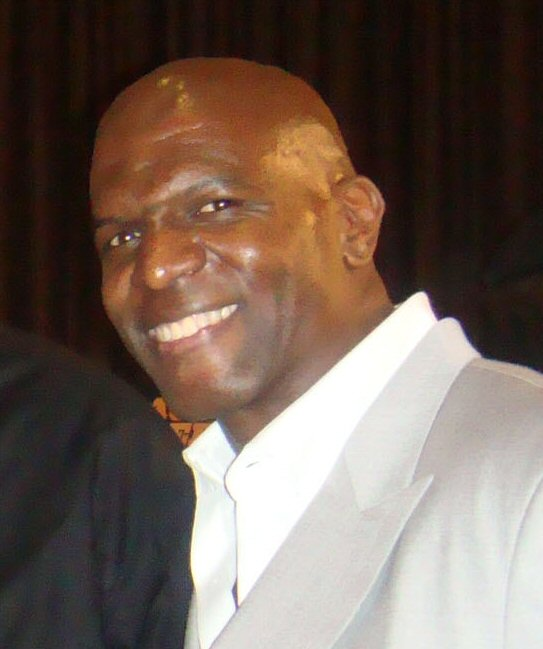
Terry Crews năm 2008

Năm 1999, Crews đã thử vai một vận động viên (được gọi là Warriors) trong chương trình trò chơi truyền hình Battle Dome, đây cũng là vai diễn thực thụ đầu tiên của ông. Ông đã chơi cho đội T-Money trong hai mùa cho đến khi game show bị hủy vào năm 2001. Tuy nhiên, quá trình tham gia và cơ hội được biểu diễn trước khán giả đã khiến ông nhận ra rằng mình muốn theo đuổi sự nghiệp diễn xuất. Tuy nhiên, ông đã không thể tìm được một công việc diễn xuất khác trong hai năm tiếp theo.
Mặc dù vậy, ông sớm nhận được một số hợp đồng quảng cáo cho các sản phẩm như Old Spice, phim ảnh và video ca nhạc sau đó. Vai diễn đột phá của ông xuất hiện trong Friday After Next với sự tham gia của diễn viên kiêm rapper Ice Cube, người mà Crews trước đây từng làm nhân viên an ninh trên phim trường.  Dù chưa từng tham gia khóa học diễn xuất, thay vào đó, ông thường tự hỏi khán giả muốn gì và ông tin rằng điều này cuối cùng đã mang lại thành công. Hiện tại, ông tin rằng diễn xuất là công việc ông sinh ra để làm và không muốn theo đuổi bất kỳ nghề nghiệp nào khác, mặc dù công việc này đòi hỏi nhiều sức lực. 
Ấn tượng với diễn xuất của Terry Crews trong White Chicks (2004), Adam Sandler đã đổi một vai diễn trong The Longest Yard (2005) để giao cho Crews, người khi đó đang thử vai một vai khác trong phim. Vai diễn Julius Rock, người cha trong series hài tình huống Everybody Hates Chris của UPN / CW, đã mang lại cho Crews sự công nhận rộng rãi hơn từ công chúng và bộ phim đã được phát sóng trong bốn mùa từ năm 2005 đến năm 2009. Kể từ đó, Crews đã đảm nhận vai chính là người chồng và người cha Nick Kingston-Persons trong bộ phim hài Are We There Yet? của TBS, được phát sóng trong ba mùa từ năm 2010, và với vai Trung sĩ NYPD (và bắt đầu từ Mùa 7, Trung úy) Terry Jeffords trong bộ phim hài tình huống Brooklyn Nine-Nine của Fox /NBC, được công chiếu vào năm 2013. 

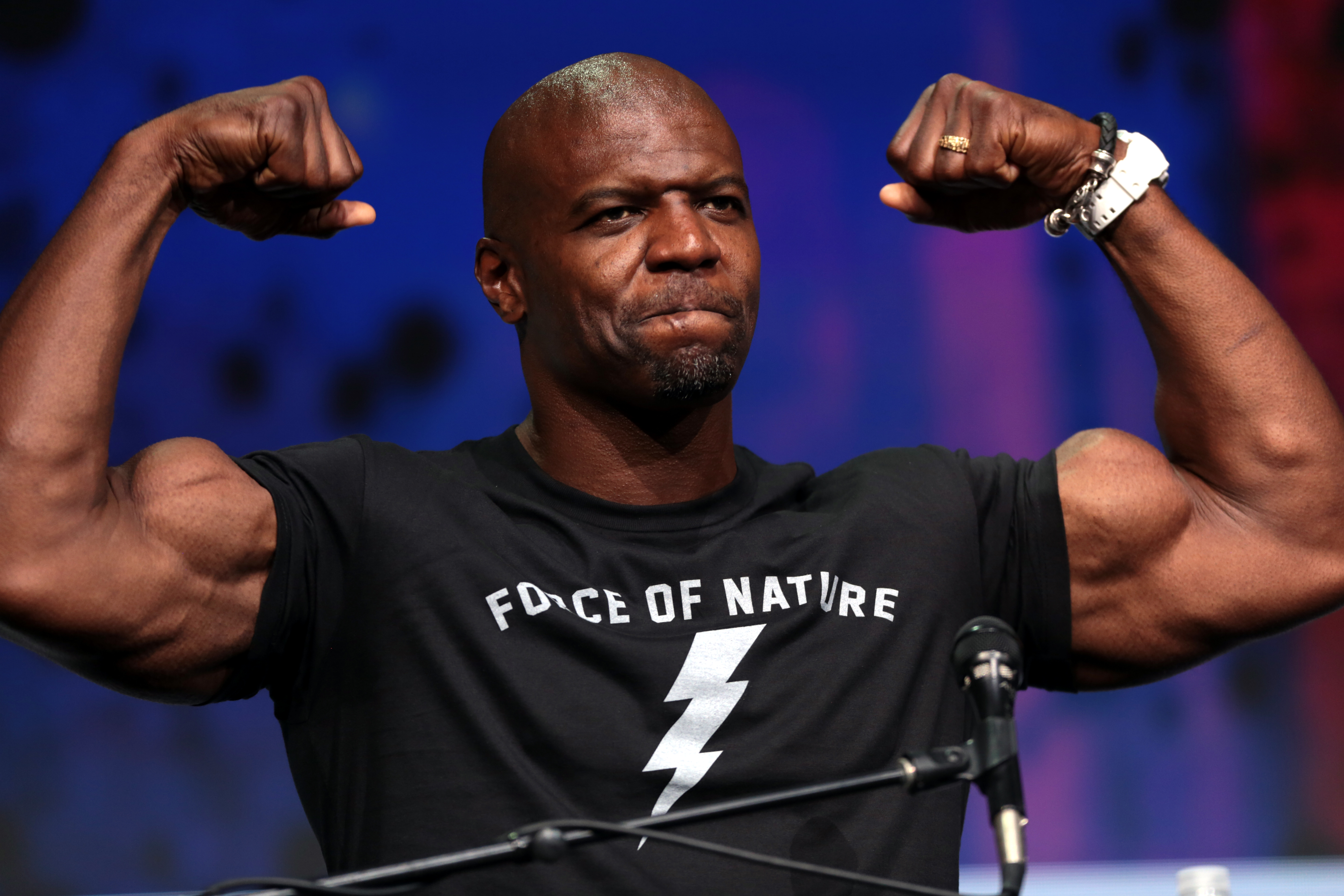
Crews chủ yếu vào vai các nhân vật hài hước, đôi khi dựa vào vóc dáng cơ bắp của mình.

Crews thường xuất hiện chủ yếu trong các vai hài, chẳng hạn như Tổng thống Camacho trong Idiocracy, nhưng sau đó ông gặt hái được thành công trong các vai hành động bắt đầu với vai Hale Caesar trong loạt phim <i id="mw6w">The Expendables</i>, vai diễn đầu tiên của ông trong phần phim tiếp theo. Mặc dù vẫn duy trì được vóc dáng trong sự nghiệp diễn xuất, Crews luôn tránh bị đóng khung vào hình tượng anh hùng hành động cơ bắp và đã đạt được thành công quan trọng qua việc khai thác sự tương phản giữa tính cách hài hước phức tạp của nhân vật với vóc dáng của mình. Thậm chí, nhân vật của ông còn chế giễu khuôn mẫu của những người tập thể hình bị ám ảnh bởi phòng tập. Sự tương phản này cũng dẫn đến công việc liên tục như một phần của các hợp đồng quảng cáo truyền hình hài hước của Old Spice .   

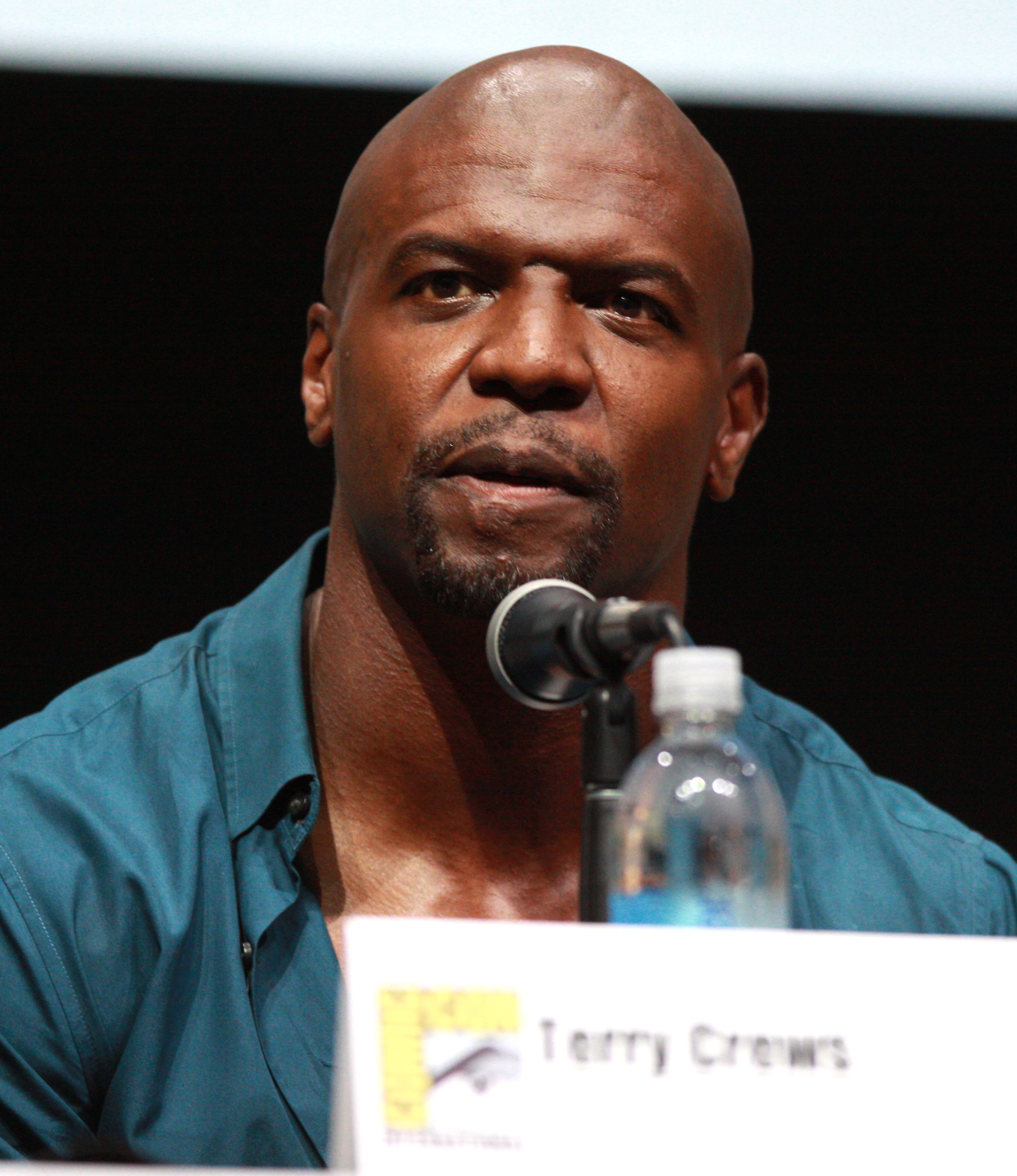
Crews tại San Diego Comic-Con năm 2013

Terry Crews còn tham gia lồng tiếng cho các bộ phim hoạt hình như American Dad! và Cloudy with a Chance of Meatballs 2 . Ông cho rằng mình thích công việc này và tìm thấy sự hài lòng trong cách nó truyền tải tinh thần của ông vào hoạt hình. Từ năm 2010 đến năm 2011, Crews tham gia chương trình truyền hình thực tế của riêng mình trên BET, The Family Crews. Loạt phim đã dược chiếu trong hai mùa. Từ năm 2014 đến năm 2015, ông là người dẫn chương trình trò chơi truyền hình nổi tiếng Ai là triệu phú. Ông cũng là người dẫn chương trình người Mỹ của chương trình Ultimate Beastmaster trên Netflix .
Trong 8 mùa phim, ông vào vai Terry Jeffords trong series phim Brooklyn Nine-Nine. Tháng 6 năm 2020, Crews tuyên bố trong một cuộc phỏng vấn với Access Daily rằng bốn tập phim đã lên kế hoạch cho Phần 8 đã bị hủy bỏ sau các cuộc biểu tình của George Floyd, vì vụ sát hại George Floyd đã thúc đẩy các nhà sản xuất đánh giá lại hướng đi của cốt truyện trong phần này.  Bộ phim không được tiếp tục sản xuất cho mùa thứ chín. Đầu năm 2021, Crews bình luận: "Tôi buồn vì nó sẽ kết thúc, nhưng vui vì có cơ hội trở thành một phần của điều gì đó đặc biệt như vậy". 
Crews chỉ ra nhiều điểm tương đồng giữa diễn xuất và bóng đá chuyên nghiệp, bao gồm cấu trúc và kỳ vọng, đã giúp ông chuyển đổi giữa hai nghề nghiệp này. Ông ghi nhận công lao của Reginald Hubbard hướng dẫn ông vào giai đoạn khởi nghiệp của mình trong ngành kinh doanh phim ảnh. 
Tháng 6 năm 2017, Terry Crews được chọn vào một vai trong bộ phim hài khoa học viễn tưởng Sorry to Bother You. Bộ phim được phát hành ra rạp vào ngày 6 tháng 7 năm 2018. Cũng trong năm 2018, ông vào vai Bedlam trong bộ phim siêu anh hùng Deadpool 2.  Crews cũng xuất hiện trong các video ca nhạc "Pressure" và "Algorithm" của ban nhạc rock Anh Muse .  
Crews cũng đóng vai chính trong video cho bài hát "Stay High" năm 2019 của Brittany Howard, trong đó ông đã hát nhép phần ca khúc. 